# Upplands runinskrifter 1149
Upplands runinskrifter 1149 är en vikingatida (mitten av 1000-talet) runsten av röd gävlesandsten i Fleräng, tidigare i Valbo socken i Gästrikland, nu Älvkarleby socken och Älvkarleby kommun.
Runstenen är 2,15 meter hög, 1,25 meter bred och 17-22 centimeter tjock, stående mot järnstativ. Ristningen vetter åt öst och mot väg. Runhöjden är 3,5-9,5 centimeter. 
Förstagångsinventeringen år 1953 påpekar att inskriften finns på en tavla med glas uppsatt på en stör; den står för närvarande löst uppställd mot baksidan av runstenen. Tavlans text är nu nästan oläslig. Revideringsinventeringen år 2012 visar att ny metallskylt står intill norr om runstenen.

## Inskriften
Translitterering av runraden:
þurbiurn ' auk| |knutr ' þaiʀ litu rita͡u stain þino| |oftiʀ ' kaiʀmunta faþur sin kuþ hialbi hons| |salu| |uk| |kuþs muþiʀ ' suain ouk osmunrt markaþu stin þino
Normalisering till runsvenska:
Þorbiorn ok Knutr þæiʀ letu retta stæin þenna æftiʀ Gæiʀmunda/Gæiʀmund, faður sinn. Guð hialpi hans salu ok Guðs moðiʀ. Svæinn ok Asmundr markaðu stæin þenna.
Översättning till nusvenska:
Torbjörn och Knut, de läto resa denna sten efter Germund sin fader. Gud hjälpe hans själ och Guds moder. Sven och Asmund märkte (eller ristade) denna sten.
Stenen är troligen ristad av Asmund Kåresson som ristat flera av Upplands runstenar och som var verksam omkring 1020–1040 e.Kr. Enligt Magnus Kjällström kan Åsmund ha börjat sin egentliga verksamhet i Gästrikland, där han förmodligen har varit medhjälpare till en ristare vid namn Sven.